# 貝林達山

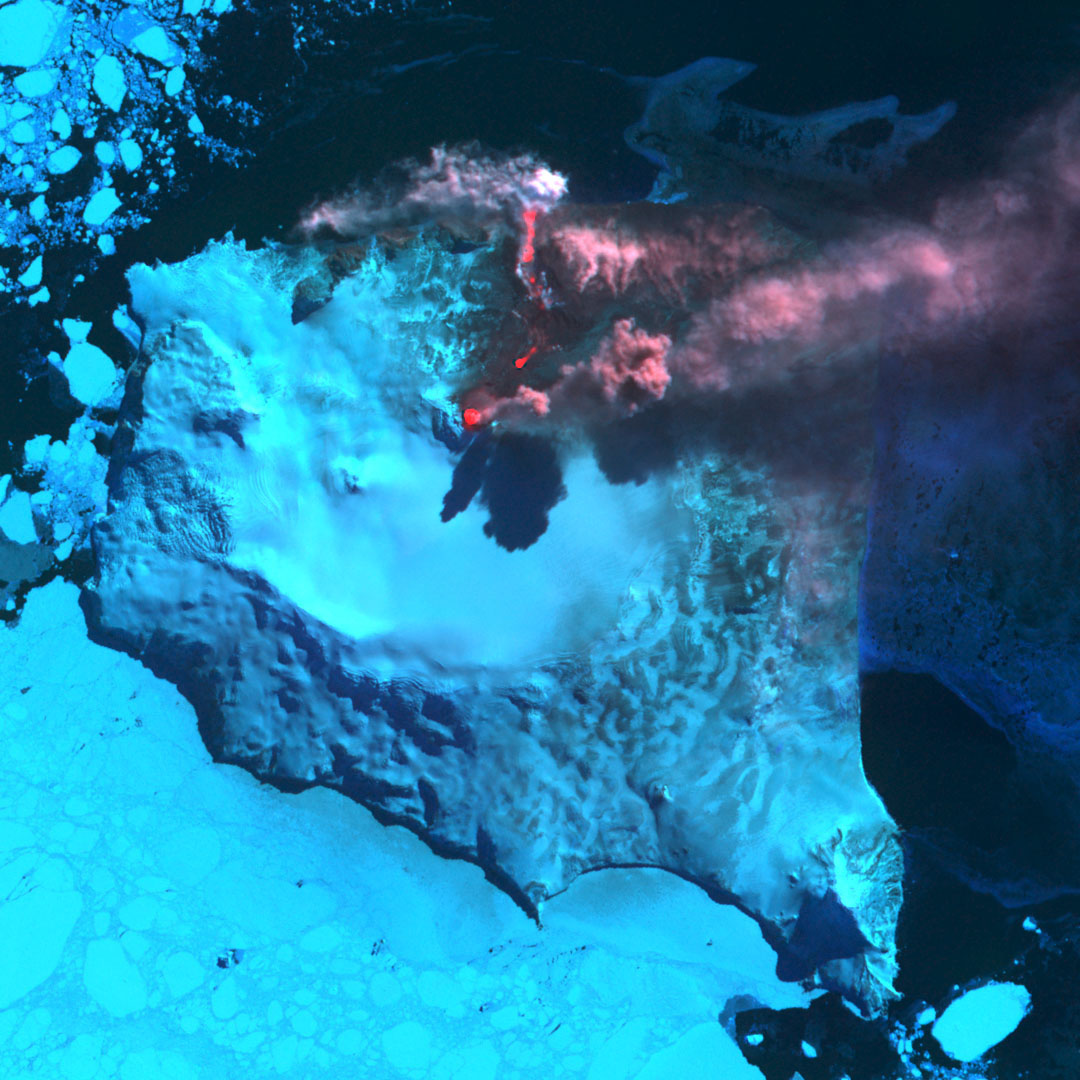
2005年貝林達山噴發

貝林達山（英語：Mount Belinda），是英國海外領土南喬治亞與南桑威奇群島的火山，位於南桑威奇群島的蒙塔古島，海拔高度1,370米，最近一次火山噴發在2001年10月發生。